# Liste der Kinos in Berlin-Friedenau
Die Liste der Kinos in Berlin-Friedenau gibt eine Übersicht aller Kinos, die im heutigen Berliner Ortsteil Friedenau existiert haben und noch heute existieren. Die Liste wurde nach Angaben aus den Recherchen im Kino-Wiki aufgebaut und mit Zusammenhängen der Berliner Kinogeschichte aus weiteren historischen und aktuellen Bezügen verknüpft. Sie spiegelt den Stand der in Berlin jemals vorhanden gewesenen Filmvorführeinrichtungen als auch die Situation im Januar 2020 wider. Danach gibt es in Berlin 92 Spielstätten, was Platz eins in Deutschland bedeutet, gefolgt von München (38), Hamburg (28), Dresden (18) sowie Köln und Stuttgart (je 17). 
Gleichzeitig ist diese Zusammenstellung ein Teil der Listen aller Berliner Kinos und der Ortsteillisten.
| Name/Lage                                                                         | Adresse                                    | Bestand   | Beschreibung ggf. Bild |
| --------------------------------------------------------------------------------- | ------------------------------------------ | --------- | --- |
| Baby Filmtheater (Lage)                                                           | Stubenrauchstraße 21                       | 1952–1969 | Das Baby-Filmtheater mit seinen 156 Sitzplätzen bestand von 1952 bis 1968/1969. Heute befindet sich ein Café im Erdgeschoss des Eckhauses. |
| Biophon (BTL) (Lage)                                                              | Rheinstraße 14                             | 1909–1931 | Von 1909 bis 1932 bestand in der Rheinstraße 14 ein Kinotheater mit 300 Sitzplätzen. Danach wurde es in ein Ladengeschäft umgewandelt. Im Erdgeschoss des Nachfolgebaus befindet sich ein Supermarkt. |
| Cinema am Walter-Schreiber-Platz (Corso, Kolibri, Friedenauer Lichtspiele) (Lage) | Bundesallee 111                            | seit 1911 | Filmtradition an der Bundesallee/Ecke Walther-Schreiber-Platz gibt es bereits seit 1919 – damals noch unter dem Namen „Colibri“ als Stummfilmkino. Seit 1997 wird das Kino als sogenanntes „One-Dollar-Kino“ betrieben, das heißt, es laufen Filme, die unmittelbar vor ihrem Videostart stehen. Das Cinema wird von der To the movies Filmverleih- und Filmtheaterbetriebs GmbH aus Kleinmachnow mit den Geschäftsführern Günther Mertins und Peter Sundarp im Verbund der Cineplex-Gruppe betrieben. |
| Cosima-Filmtheater (Lage)                                                         | Sieglindestraße 10                         | seit 1935 | 1935 eröffnete das Cosima-Filmtheater am heutigen Varziner Platz. Es überstand den Zweiten Weltkrieg ohne Schäden und konnte so den Spielbetrieb schnell weiterführen. Seit seiner Eröffnung wurde es von W. Schönstedt (Polygon-Lichtspiel-Betriebe) zusammen mit dem Wilmersdorfer Bundesplatz-Studio betrieben. |
| Hohenzollern-Lichtspiele (Lage)                                                   | Handjerystraße 64                          | 1912–1943 | In der Handjerystraße 64 (mit Zugang von der Rheinstraße 21) wurden 1912 die Hohenzollern-Lichtspiele als seinerzeit größtes Kino Friedenaus mit 600 Plätzen eröffnet. Heute befindet sich dort ein Nachkriegs-Wohnhaus aus den 1960er Jahren. Das Kino befand sich im Hof und schloss ca. 1943. |
| Korso-Lichtspiele (Lage)                                                          | Südwestkorso 64                            | 1956–1973 | 1956 eröffneten im Hof des Hauses Südwestkorso 64 die Korso-Lichtspiele und waren bis 1973 in Betrieb. 1973 bezog das private Kleine Theater die Räume. Dieses verfügt als Kammertheater über 99 Sitzplätze und eine Bar im Theatersaal. Das Eckhaus am Südwestkorso 64/Taunusstraße 18 wurde 1910–1911 von Franz Helding erbaut. Es steht unter Denkmalschutz. |
| Kronen Filmtheater (Welt-Theater) (Lage)                                          | Rheinstraße 65                             | 1907–1969 | 1916 eröffnete Alfred Röder die Kronen-Lichtspiele, doch auch zuvor haben schon kinematographische Vorstellungen in diesem Haus stattgefunden. Der Kinosaal befand sich entlang der Dickhardtstraße, während sich der Eingang in der Rheinstraße 65 befand. Nach der Schließung des Kinos im Jahr 1969 zog ein Supermarkt ein, bis 2006 war ein solcher dort noch zu finden. Danach zog ein Restaurant ein, das den Saal als Gastraum nutzt. |
| Pfalzburg-Lichtspiele (Lage)                                                      | Kaiserallee 72 (heute: Bundesallee 72)     | 1912–1915 | In der damaligen Kaiserallee 72 wurden 1912 an der Ecke Bachestraße 13 die Pfalzburg Lichtspiele mit 155 Plätzen eröffnet. Das Kino bestand jedoch nur bis 1915. Man findet dort ein Wohnhaus mit Ladeneinbau im Erdgeschoss. |
| Rheinschloß-Filmtheater (Lage)                                                    | Rheinstraße 60                             | 1912–1975 | In der Rheinstraße 60 befand sich ursprünglich das Restaurant und Hotel Rheinschloß, in dessen Saal 1912 die Rheinschloß-Lichtspiele eröffnet wurden. Das Kino wurde durchweg bis zur Schließung im Jahr 1974 von Familie Borghard betrieben. Danach zog 1975 ein Aldi-Supermarkt in die Räume ein, der 2014 auszog. Es befindet sich dort ein Biomarkt, nachdem der ehemalige Kinosaal aufwendig restauriert wurde. |
| Roxy-Palast Friedenau (Lage)                                                      | Hauptstraße 78/79                          | 1929–1973 | In der Hauptstraße 78/79 befindet sich das im Jahr 1929 als Stahlskelettbau eröffnete Gebäude des Roxy-Palastes. Es wurde als Büro- und Geschäftshaus (linker Teil des Gebäudes) mit angeschlossenem Lichtspieltheater (rechter Teil mit 1106 Sitzplätzen) erbaut. Das Haus gilt als Hauptwerk der Neuen Sachlichkeit des Architekten Martin Punitzer. Die horizontal verlaufenden Fenster des Gebäudes symbolisieren Filmstreifen. Seit 1988 steht das Gebäude unter Denkmalschutz. Das Kino eröffnete am 31. Oktober 1929 mit der Berliner Premiere des Stummfilms Andreas Hofer. Ab 1947 soll das Kino für vier Jahre als Kaufhaus gedient haben. Das im Zweiten Weltkrieg teilzerstörte Gebäude wurde 1951 nach Plänen des Stuttgarter Architekten Paul Stohrer zusammen mit Bruno Meltendorf wieder aufgebaut. Dabei wurde die Anzahl der Sitzplätze von ursprünglich 1106 Plätzen auf 998 reduziert. Die ursprüngliche Fassadengestaltung wurde 1987 wiederhergestellt, und ein Teppichgeschäft der Einzelhandelskette Gota zog in den Kinosaal ein, das 2009 wieder schloss. Seit Juni 2011 befindet sich im Eingangsbereich und auf der Parkettfläche des ehemaligen Kinosaals ein Bio-Lebensmittelmarkt. Der letzte Eintrag als Kino findet sich für 1973 im Berliner Telefonbuch, 1974 ist kein Eintrag enthalten. 1975 wurde der Roxy-Palast zum Club umgebaut und für Rockkonzerte genutzt. Als Kino wurde der Roxy-Palast 1973 geschlossen. 1986 wurden im Gebäude beim Bombenanschlag auf die Diskothek „La Belle“ drei Menschen getötet. |
| Thalia (Friedenauer Lichtspiele, Rheineck, KammerLichtspiele) (Lage)              | Bundesallee 102 (ehemals: Kaiserallee 102) | 1912–1958 | 1912 eröffneten die Kammerlichtspiele gegenüber dem Restaurant „Rheineck“ in der damaligen Kaiserallee 102. 1918 erfolgte die Umbenennung in Rheineck-Lichtspiele, 1925 in Thalia-Lichtspiele. In den 1950er Jahren wurde das Thalia zum Tageskino, schloss dann aber im Jahr 1958. 1959 wurde es für die Erweiterung des Kaufhauses Held (später: Hertie) abgerissen. Dieses Kaufhaus wurde 2003 geschlossen und im Jahr 2005 abgerissen. Heute befindet sich dort das Einkaufszentrum Schloss-Straßen-Center. |